# 懐月堂度種
懐月堂 度種（かいげつどう どしゅ、生没年不詳）とは、江戸時代の浮世絵師。

## 来歴
懐月堂安度の門人。経歴は不明、「度種」の本来の読み方も明らかではなく「のりたね」とも読める。作画期は宝永から正徳の頃にかけてで、作は5点の肉筆画が知られるが版画の作は無い。画風は安度よりも、同門の長陽堂安知に近いといわれる。なお度種の作には「懐月末葉度種」の落款があるのみで、度種が自ら「懐月堂」の号を称したかどうかは明らかではないが、従来より「懐月堂度種」の名で呼ばれている。

## 作品
- 「立美人図」　紙本着色　東京国立博物館所蔵　※「日本戯畫　懐月末葉度種圖之」の落款と「安度」の白文方郭内円印、「自得斎主人」の画讃あり
- 「立姿美人図」　紙本着色　出光美術館所蔵　※「日本戯畫　懐月末葉度種圖之」の落款、「安度」の白文方郭円印あり
- 「立美人図」　紙本着色　※「日本戯畫　懐月末葉度種圖之」の落款、「安度」の白文方郭内円印あり。麻布美術工芸館旧蔵
- 「遊女と禿図」　紙本着色　ボストン美術館所蔵　※「日本戯畫　懐月末葉度種圖之」の落款、「安度」の白文方郭円印あり
- 「立美人図」　紙本着色　ロシア国立東洋美術館所蔵　※「日本戯畫　懐月末葉度種圖之」の落款、印文不明の白文方郭円印あり（「安度」か）